# Parroquia de Saint Elizabeth
La Parroquia de Saint Elizabeth es una de las catorce parroquias que forman la organización territorial de Jamaica, se localiza dentro del condado de Cornwall.

## Demografía
La superficie de esta división administrativa abarca una extensión de territorio de unos 1 212,4 kilómetros cuadrados. La población de esta parroquia se encuentra compuesta por un total de 148 000 residentes (según las cifras que arrojó el censo llevado a cabo en el año 2001). Mientras que su densidad poblacional es de unos ciento veintidós habitantes por cada kilómetro cuadrado aproximadamente.

## Geografía
Los sectores del norte y el noreste de la parroquia son montañosos. Hay tres cadenas montañosas, las montañas Nassau al noreste, las montañas Lacovia al oeste de las montañas de Nassau, y las montañas de Santa Cruz que, hacia el sur, divide la extensa llanura que termina en una caída precipitada de 1600 pies en Lovers' Leap. En las secciones central y sur forma una extensa llanura dividida por las montañas de Santa Cruz. Una gran parte de las tierras bajas está cubierta por pantanos, pero todavía proporciona la tierra para el pastoreo de caballos y mulas.
El principal río de la parroquia es el río Negro, cuyos 53,4 kilómetros (33 millas) de largo, lo convierte en el río más largo en Jamaica. Es navegable por unos 40 kilómetros (25 millas), y es apoyado por muchos afluentes como YS, Broad, Grass y Horse Savannah. El río tiene su fuente en las montañas de Mánchester, donde se eleva y fluye hacia el oeste en la frontera entre Manchester y luego pasa bajo tierra por Trelawny. Reaparece brevemente en varios pueblos de los alrededores, pero reaparece cerca de Balaclava y desemboca en la llanura conocida como la Savannah, a través de Great Morass y al mar es donde desemboca finalmente, la capital de la parroquia.
El sur de la parroquia posee llanuras, y piedra caliza cárstica del norte. Las zonas kársticas son conocidas por poseer más de 130 cuevas. Estas incluyen a la Cueva México y la Cueva del Río Wallingford, cerca de Balaclava, que son dos secciones asociadas de un importante río subterráneo que tiene su origen en el sur de Trelawny, así como las cuevas de Yardley Chase cerca del pie de Lovers' Leap, y la Cueva del Perú, cerca de Goshen, que cuentan con estalactitas y estalagmitas. Los depósitos minerales tales como bauxita, antimonio, piedra caliza blanca, arcilla, turba y arena de sílice que se utiliza para la fabricación de vidrio son abundantes en esta parroquia.